# Đơn Dương
Pour les personnes ayant le même patronyme, voir Duong.
Đơn Dương, né le 27 août 1957 à Đà Lạt et mort le 7 décembre 2011, est un acteur vietnamien. Il a joué dans plus de cinquante films.

## Biographie
En 1993, il a remporté le prix d'interprétation au Festival du film vietnamien pour le film Dấu ấn của quỷ (The Mark of the Devil), couronné dans plusieurs festivals internationaux.
Il a joué dans Canh bạc (Gambling) et Co lau (The rééd.), qui a reçu le prix du meilleur film au Festival national du film vietnamien.
Il a joué dans plusieurs films internationaux, notamment Three Seasons de Tony Bui.
Il fut menacé de mesures disciplinaires par le gouvernement vietnamien pour sa participation aux films Green Dragon et Nous étions soldats qui critiquait le régime communiste en place au Viêt Nam.[réf. nécessaire]
Établi aux États-Unis, il meurt le 7 décembre 2011.

## Filmographie
- 1993 : Dấu ấn của quỷ (The Mark of the Devil)
- 1999 : Three Seasons, de Tony Bui, Hai
- 2002 : Green Dragon
- 2002 : Nous étions soldats (We Were Soldiers)